# Jane Dieulafoy
Jane Dieulafoy (29 de junio de 1851 – 25 de mayo de 1916), registrada al nacer como Jeanne Henriette Magre, fue una exploradora, antropóloga, arqueóloga, escritora, traductora, viajera, novelista, periodista, militar, feminista y fotógrafa francesa. Su esposo fue Marcel-Auguste Dieulafoy, con quien realizó viajes y exploraciones. Es recordada por sus excavaciones (sobre todo, en Susa), sus relatos y diarios de viajes, sus fotografías y sus dibujos.[cita requerida]

## Carrera
Jane Dieulafoy nació en Toulouse, en el seno de una familia acomodada. Estudió en el convento de l’Assomption d’Auteuil en un suburbio de París desde 1862 a 1870. Se casó con Marcel Dieulafoy en mayo de 1870, a los 19 años. Ese mismo año comenzó la Guerra franco-prusiana. Marcel se unió a la guerra como voluntario y fue enviado al frente de batalla. Jane lo acompañó, utilizando uniforme militar de hombre y combatiendo a su lado.
Con la finalización de la guerra, Marcel fue contratado por ferrocarriles Midi, pero durante los siguientes diez años los Dieulafoy viajarían a Egipto y Marruecos con fines de exploración arqueológica. Marcel comenzó a interesarse en la relación entre arquitectura oriental y occidental y en 1879 decidió dedicarse plenamente a la arqueología.

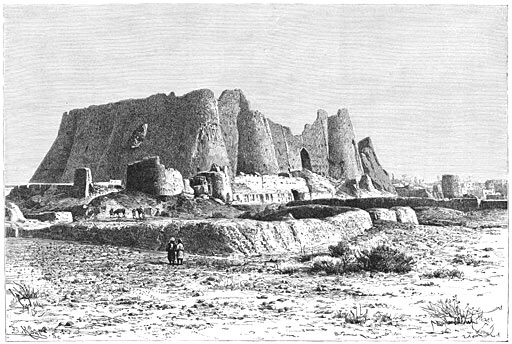
Ciudadela de Varamin por Jane Dieulafoy

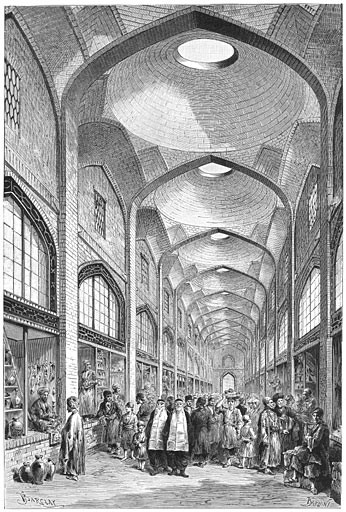
Bazar Vakil de Shiraz, vista por Jane Dieulafoy en 1881.

Los Dieulafoys visitaron Persia en 1881 y regresaron dos veces. El primer viaje fue de Marsella a Constantinopla por un buque de carga, por un barco ruso a Poti en la costa oriental del Mar Negro, y luego a través del Cáucaso y vía Azerbaiyán hacia Tabriz. Desde allí viajaron extensamente a través de Persia, hacía Teherán, Esfahan y Shiraz. Jane Dieulafoy documentó las exploraciones mediante fotografías, dibujos y escritos. Tomó notas a diario durante los viajes, que fueron luego publicadas en dos volúmenes.
En Susa, la pareja encontró numerosos artefactos y frisos, muchos de los cuales fueron enviados a Francia. Uno de esos hallazgos es el famoso friso del León exhibido en el Museo del Louvre. Dos salas del museo contienen piezas recogidas en las misiones Dieulafoy. Por estas contribuciones, el gobierno francés le confirió el título de Caballero de la Legión de Honor en 1886.
Luego de sus viajes a Persia, Dieulafoy y su marido viajaron a España y Marruecos entre 1888 y 1914. En esa época escribió dos novelas: Parysatis, en 1890, ambientada en la antigua Susa. Fue más tarde adaptada para ópera por Camille Saint-Saëns. Su segunda novela, Déchéance, fue publicada en 1897. Marcel se ofreció como voluntario para ir a Rabat durante la Primera Guerra Mundial, y Jane lo acompañó. Mientras se encontraba en Marruecos su salud comenzó a declinar. Contrajo amebiasis y debió regresar a Francia donde murió en Pompertuzat en 1916. La pareja, que no tenía hijos, legó su casa en el número 12 de la rue Chardin en París a la Cruz Roja de Francia que continúa operando una oficina en ese domicilio hasta estos días.

## Travestismo

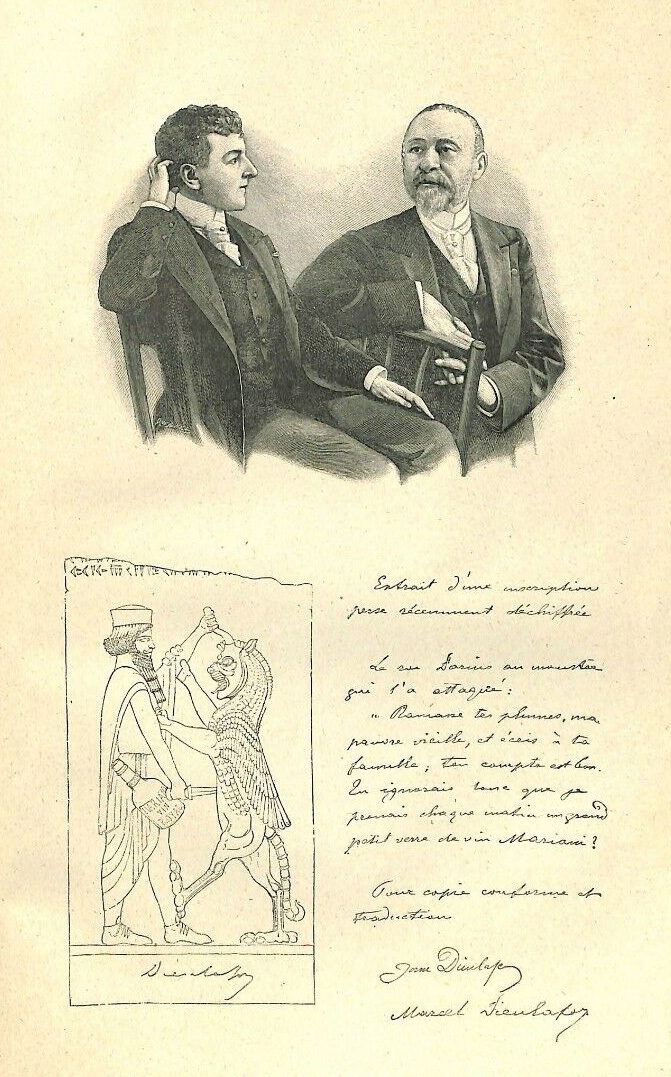
Jane (izquierda, en ropa de hombre) con su marido.

Durante sus viajes al exterior, Jane Dieulafoy prefería vestirse con ropa de hombre y llevar el pelo corto, porque de otra manera era difícil para una mujer viajar libremente en un país musulmán. También vestía como hombre cuando combatió junto a Marcel durante la Guerra Franco-Prusiana, y continuó vistiendo como hombre cuando regresó a Francia. Esto iba contra la ley de la época en Francia pero cuando regresó de Oriente Medio recibió un "permission de travestissement" del prefecto de policía. Es difícil establecer los motivos de Jane Dieulafoy para elegir ropa de hombre. Escribió: "Sólo hago esto para ganar tiempo. Compro trajes a medida y uso el tiempo que gano de esta manera para trabajar más" pero debido a que incluyó muchos personajes que se travestían en sus obras de ficción, puede decirse que el tema le interesaba mucho más que la mera conveniencia.
Dieulafoy se consideraba igual que su esposo, y al mismo tiempo le era absolutamente leal. Se oponía a la idea del divorcio, con el argumento de que denigraba a la mujer. Durante la Primera Guerra Mundial, solicitó que se diera a las mujeres un rol militar más importante. Fue miembro del jurado del premio Femina de literatura desde su creación en 1904 hasta su muerte.